# Saint-Sauveur-en-Rue
Saint-Sauveur-en-Rue este o comună în departamentul Loire din sud-estul Franței. În 2009 avea o populație de 1.118 de locuitori.

## Evoluția populației
| An        | 1975  | 1982  | 1990  | 1999  | 2006  | 2009  |
| --------- | ----- | ----- | ----- | ----- | ----- | ----- |
| Populație | 1.190 | 1.136 | 1.053 | 1.105 | 1.103 | 1.118 |